# Freiheitsstatue Arad

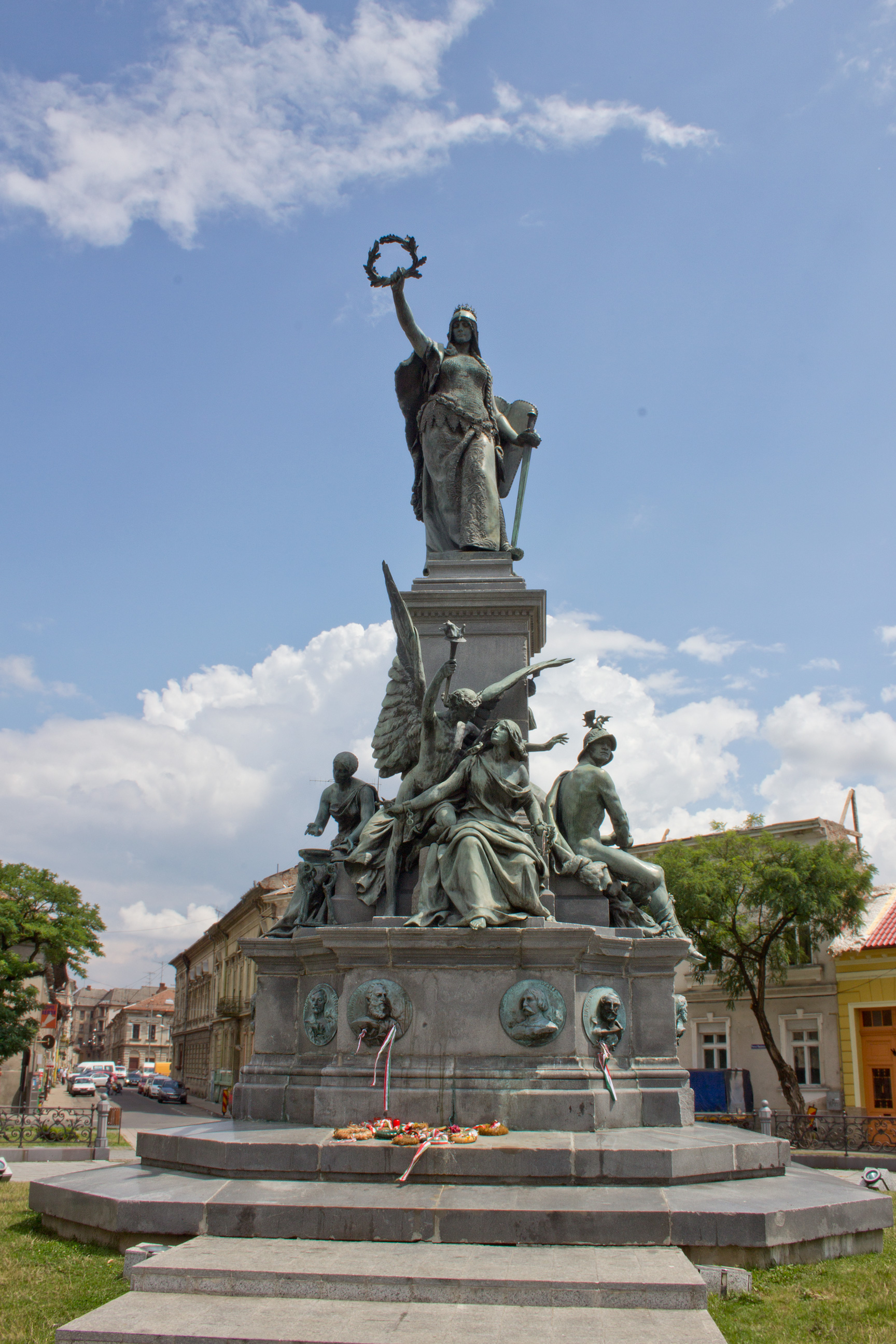
Freiheitsstatue Arad oder Denkmal der Märtyrer von Arad, 2011

Die Freiheitsstatue Arad, auch Denkmal der Märtyrer von Arad genannt, ist eine Statue im Park der Versöhnung (rumänisch Parcul Reconcilierii), im I. Bezirk Centru von Arad.  Sie wurde zu Ehren der 13 Generäle, Anführer der ungarischen Revolution von 1848/1849, die als Märtyrer von Arad in die Geschichte eingegangen sind, errichtet. Das Denkmal ist ein Wahrzeichen der Stadt.

## Geschichte
Der Gedanke, ein Denkmal zu Ehren der hingerichteten Generäle zu errichten, entstand bereits in den ersten Tagen nach der niedergeschlagenen Revolution. Im Jahr 1873 fand eine Ausschreibung statt, für die der Bildhauer Adolf Huszár den Zuschlag erhielt. Nach seinem Tod setzte György Zala die Arbeit fort.
Am 6. Oktober 1890 fand die feierliche Enthüllung der Freiheitsstatue zum Gedenken an die Märtyrer von Arad statt. Nachdem Ungarn 1920 im Vertrag von Trianon Siebenbürgen und Arad an Rumänien abtreten musste, wurde die Statue 1925 anhand des Dekrets 1512/1925 der Regierung Ion I. C. Brătianu unter dem Vorwand rumänenfeindlich zu sein von ihrem Standort entfernt und vorübergehend in der Arader Festung gelagert. Die Regierung Radu Vasile erließ am 20. September 1999 ein Dekret, das die Freiheitsstatue zur Verwaltung dem Franziskanerorden anvertraute. Am 4. März 2004 genehmigte die Regierung Adrian Năstase das Aufstellen der Statue im rumänisch-ungarischen Park der Versöhnung, der extra zu diesem Zweck im Piața Pompierilor (Platz der Feuerwehr) angelegt wurde. Die feierliche Enthüllung fand am 25. April 2004 in Gegenwart von rumänischen und ungarischen Vertretern sowie von Vertretern der Europäischen Kommission statt.

## Beschreibung
Auf dem Sockel der Statue sind die Reliefs der 13 ungarischen Generäle, die am 6. Oktober 1849 hingerichtet wurden, abgebildet. Die zentrale Figur des Denkmals ist eine Frauengestalt mit einem Lorbeerkranz als Symbol der Freiheit. Sie ist von den vier Allegorien des Unabhängigkeitskrieges umgeben: dem Erwachen der Freiheit, dem Kampfgeist, der Opferbereitschaft und dem Sterbenden Kämpfer.